# سرنجيانه (مقاطعة دهغلان)
سرنجيانه (بالفارسية: سرنجیانه) هي قرية تقع في Bolbanabad District في إيران. يقدر عدد سكانها بـ 1,342 نسمة .